# 대안여자중학교
대안여자중학교(大安女子中學校)는 대한민국 경기도 안양시 동안구 호계동에 있는 공립 중학교이다.

## 학교 연혁
- 1985년 12월 18일 : 대안여자중학교 10학급 설립인가
- 1986년 3월 1일 : 초대 남천석 교장 취임
- 1986년 5월 6일 : 개교
- 1989년 2월 16일 : 제1회 졸업 (655명)
- 2023년 9월 1일 : 제13대 남명희 교장 취임
- 2024년 1월 5일 : 제36회 졸업(7학급 204명, 누계 12,405명)
- 2024년 3월 4일 : 제39회 입학 7학급(208명)

## 참고 자료
- 대안여자중학교 - 한국교육학술정보원 학교알리미